# Martin Krňávek
Martin Krňávek, né le 11 avril 1974 à Ostrov en République Tchèque, est un triathlète professionnel, champion de République Tchèque en 1999 et 2000.

## Palmarès
Le tableau présente les résultats les plus significatifs (podium) obtenus sur le circuit national et international de triathlon depuis 1998,.
| Année | Compétition                              | Pays        | Position           | Temps           |
| ----- | ---------------------------------------- | ----------- | ------------------ | --------------- |
| 2011  | Ironman 70.3 Wiesbaden                   | Allemagne   | Médaille de bronze | 4 h 15 min 2 s  |
| 2010  | Coupe du monde - l'étape de Tiszaújváros | Hongrie     | Médaille de bronze | 1 h 49 min 13 s |
| 2006  | Coupe d'Europe - l'étape de Kitzbühel    | Autriche    | Médaille d'or      | 1 h 49 min 3 s  |
| 2003  | Coupe du monde - l'étape de Salford      | Royaume-Uni | Médaille de bronze | 1 h 54 min 0 s  |
| 2003  | Championnat d'Europe                     | Tchéquie    | Médaille de bronze | 1 h 56 min 37 s |
| 2002  | Coupe du monde - l'étape de Tiszaújváros | Hongrie     | Médaille de bronze | 1 h 45 min 51 s |
| 2001  | Coupe du monde - l'étape de Tiszaújváros | Hongrie     | Médaille d'or      | 1 h 44 min 16 s |
| 2001  | Coupe du monde - l'étape de Corner Brook | Canada      | Médaille d'or      | 1 h 52 min 52 s |
| 2000  | Coupe du monde - l'étape de Tiszaújváros | Hongrie     | Médaille d'or      | 1 h 45 min 29 s |
| 2000  | Championnat de République Tchèque        | Tchéquie    | Médaille d'or      | Timing          |
| 1999  | Championnat d'Europe                     | Portugal    | Médaille de bronze | 1 h 49 min 2 s  |
| 1999  | Championnat de République Tchèque        | Tchéquie    | Médaille d'or      | Timing          |
| 1998  | Coupe du monde - l'étape de Cancún       | Mexique     | Médaille d'argent  | 1 h 55 min 16 s |